# Lukaschewka (Kursk)
Lukaschewka (russisch Лукашевка) ist ein Dorf (derewnja) in der Oblast Kursk in Russland. Es gehört zum Rajon Kurtschatow und zur Landgemeinde (selskoje posselenije) Ditschnjanski selsowjet.

## Geographie
Der Ort liegt gut 38 km Luftlinie südwestlich des Oblastverwaltungszentrums Kursk im südwestlichen Teil der Mittelrussischen Platte, 5,5 km südlich des Rajonverwaltungszentrums Kurtschatow, 6,5 km vom Sitz des Dorfsowjet – Ditschnja, 57 km von der Grenze zwischen Russland und der Ukraine, im Becken der Ditschnja (Nebenfluss des Seim).

### Klima
Das Klima im Ort ist wie im Rest des Rajons kalt und gemäßigt. Es gibt während des Jahres eine erhebliche Niederschlagsmenge. Dfb lautet die Klassifikation des Klimas nach Köppen und Geiger.

## Bevölkerungsentwicklung
| Jahr | Einwohner |
| ---- | --------- |
| 1939 | 1217      |
| 2002 | 73        |
| 2010 | 111       |

Anmerkung: Volkszählungsdaten

## Verkehr
Lukaschewka liegt 28 km von der Fernstraße föderaler Bedeutung M2 "Krim" (Moskau – A142/Trosna – Grenze zur Ukraine), 5 km von der Straße regionaler Bedeutung 38K-017 (Kursk – Lgow – Rylsk – Grenze zur Ukraine), 2,5 km von der Straße 38K-010 (M2 – Iwanino), an der Straße interkommunaler Bedeutung 38N-357 (38K-017 – Lukaschewka) und 4,5 km vom nächsten Eisenbahnhaltestelle 428 km (Eisenbahnstrecke Lgow-Kijewskij – Kursk) entfernt.
Der Ort liegt 123 km vom internationalen Flughafen von Belgorod entfernt.